# Beni Badibanga
Beni Badibanga (19 februari 1996) is een Belgisch voetballer die doorgaans speelt als vleugelspeler. Tot januari 2022 kwam hij uit voor het Belgische Excel Moeskroen. Hierna maakte  hij de overstap naar Raja Casablanca.

## Carrière
Badibanga speelde in de jeugd voor RC de Waterloo, RCS Brainois, AFC Tubize en Standard Luik. Op 25 juli 2015 debuteerde hij in de Eerste klasse, op de eerste speeldag van het seizoen 2015/16 tegen KV Kortrijk. Hij viel na 82 minuten in voor Faysel Kasmi. Vijf dagen later maakte de vleugelspeler zijn Europees debuut in de voorronde van de UEFA Europa League tegen FK Željezničar. Hij kreeg een basisplaats van coach Slavoljub Muslin en werd na 67 minuten vervangen door Faysel Kasmi. Op 6 augustus 2015 mocht hij in de terugwedstrijd opnieuw in de basiself starten.
Na uitleenbeurten aan het Nederlandse Roda JC en Lierse SK trok Badibanga in de zomer van 2018 de deur van Standard Luik volledig achter zich toe en tekende hij een contract bij Waasland-Beveren. Bij de ploeg in het Waasland kreeg hij veel speelkansen, vaak in de basis. Na twee seizoen Waasland-Beveren maakte Badibanga in de zomer van 2020 de overstap naar reeksgenoot Excel Moeskroen.

## Statistieken
| Seizoen | Club               | Land               | Competitie      | Competitie | Competitie | Beker | Beker | Europees | Europees | Totaal | Totaal |
| Seizoen | Club               | Land               | Competitie      | Wed.       | Dlp.       | Wed.  | Dlp.  | Wed.     | Dlp.     | Wed.   | Dlp.   |
| ------- | ------------------ | ------------------ | --------------- | ---------- | ---------- | ----- | ----- | -------- | -------- | ------ | ------ |
| 2015/16 | Standard Luik      | Vlag van België    | Eerste klasse   | 23         | 1          | 3     | 0     | 3        | 0        | 29     | 1      |
| 2016/17 | Standard Luik      | Vlag van België    | Eerste klasse   | 2          | 0          | 1     | 0     | 3        | 0        | 6      | 0      |
| 2016/17 | → Roda JC          | Vlag van Nederland | Eredivisie      | 9          | 0          | 0     | 0     | 0        | 0        | 9      | 0      |
| 2017/18 | Standard Luik      | Vlag van België    | Eerste klasse A | 2          | 0          | 0     | 0     | 0        | 0        | 2      | 0      |
| 2017/18 | → Lierse SK        | Vlag van België    | Eerste klasse B | 10         | 0          | 0     | 0     | 0        | 0        | 10     | 0      |
| 2018/19 | Waasland - Beveren | Vlag van België    | Eerste klasse A | 25         | 2          | 1     | 0     | 0        | 0        | 26     | 2      |
| 2019/20 | Waasland - Beveren | Vlag van België    | Eerste klasse A | 28         | 2          | 0     | 0     | 0        | 0        | 28     | 2      |
| 2020/21 | Excel Moeskroen    | Vlag van België    | Eerste klasse A | 26         | 0          | 1     | 0     | 0        | 0        | 16     | 0      |
| TOTAAL  | TOTAAL             | TOTAAL             | TOTAAL          | 125        | 5          | 6     | 0     | 6        | 0        | 126    | 5      |

## Erelijst
Standard Luik
| Nationaal        |    |      |
| Beker van België | 1x | 2016 |

1 Delavalée ·
2 Duplus ·
4 Gueye ·
6 Dekuyper ·
7 Tainmont ·
8 Bourdouxhe ·
9 Postolachi ·
10 Bakić ·
11 Mohamed ·
14 Faraj ·
15 Lepoint  ·
16 Mayoka-Tika ·
17 Dione ·
19 Vroman ·
20 Lucas ·
21 Gillekens ·
22 Bocat ·
24 Henry ·
25 Diandy ·
26 Silvestre ·
28 Angiulli ·
29 Badibanga ·
30 Carcela ·
32 Gnohéré ·
35 Mandanda ·
40 Simba ·
70 Tabekou ·
Myny ·
Giunta ·
Coach: Jeunechamps